# Calcio Foggia 1920
Calcio Foggia 1920, zkráceně jen Foggia je italský fotbalový klub hrající v sezóně 2024/25 ve 3. italské fotbalové lize sídlící ve městě Foggia v regionu Apulie.
Klub byl založen roku 1920 jako Sporting Club Foggia. Klub v roce 2012 zanikl. Znovu se založil a začal hrát v 5. lize. Hraje na svém hřišti kterým je Stadio Pino Zaccheria s kapacitou 25 085 diváků.
Nejvyšší soutěž hrál v sezonách (1964/65 až do 1966/67), 1970/71, 1973/74, 1977/78, 1978/79, 1991/92 až 1994/95.
Největší úspěch je finále Coppa Italia v roce 1968/69.

## Změny názvu klubu
- 1920/21 – 1927/28 – SC Foggia (Sporting Club Foggia)
- 1928/29 – 1939/40 – US Foggia (Unione Sportiva Foggia)
- 1940/41 – 1944/45 – UP Foggia (Unione Polisportiva Foggia)
- 1945/46 – IPAS Foggia (IPAS Foggia)
- 1946/47 – 1956/57 – US Foggia (Unione Sportiva Foggia)
- 1957/58 – 1968/69 – US Foggia & Incedit (Unione Sportiva Foggia & Incedit)
- 1969/70 – 1984/85 – US Foggia (Unione Sportiva Foggia)
- 1985/86 – 2003/04 – Foggia Calcio (Foggia Calcio)
- 2004/05 – 2011/12 – US Foggia (Unione Sportiva Foggia)
- 2012/13 – ACD Foggia Calcio (Associazione Calcistica Dilettantistica Foggia Calcio)
- 2012/13 – 2018/19 – Foggia Calcio (Foggia Calcio)
- 2019/20 – Calcio Foggia 1920 SSD (Calcio Foggia 1920 Società Sportiva Dilettantistica)
- 2020/21 – Calcio Foggia 1920 (Calcio Foggia 1920)

## Získané trofeje

### Vyhrané domácí soutěže
- 2. italská liga ( 1x )

1990/91
- 3. italská liga ( 4x )

1932/33, 1959/60, 1961/62, 2016/17
- 4. italská liga ( 2x )

2002/03, 2019/20

## Účast v ligách
| Úroveň soutěže | Název soutěže (nynější název) | První hraná sezona | Poslední hraná sezona | celkem odehraných sezon |
| -------------- | ----------------------------- | ------------------ | --------------------- | ----------------------- |
| 1              | Serie A                       | 1964/65            | 1994/95               | 11                      |
| 2              | Serie B                       | 1926/27            | 2018/19               | 27                      |
| 3              | Serie C                       | 1928/29            | 2024/25               | 46                      |
| 4              | Serie D                       | 1952/53            | 2019/20               | 12                      |
| 5              | Eccellenza                    | 2012/13            | 2012/13               | 1                       |

Historická tabulka Serie A od sezony 1929/30 do 2023/24.
| Celkové místo | Odehraných sezon | Celkem bodů | Celkem zápasů | Celkem výher | Celkem remíz | Celkem proher | Celkové skore |
| ------------- | ---------------- | ----------- | ------------- | ------------ | ------------ | ------------- | ------------- |
| 42            | 11               | 312         | 358           | 95           | 120          | 143           | 360:477       |

## Fotbalisté

### Historické statistiky
| Počet utkání | Počet utkání       | Počet utkání |  | Počet branek | Počet branek           | Počet branek |
| Pořadí       | Jméno              | Počet        |  | Pořadí       | Jméno                  | Počet        |
| 1.           | Giovanni Pirazzini | 424          |  | 1.           | Cosimo Nocera          | 121          |
| 2.           | Mauro Colla        | 351          |  | 2.           | Alfredo Marchionneschi | 84           |
| 3.           | Cosimo Nocera      | 268          |  | 3.           | Giovanni Pavanello     | 62           |
| 4.           | Francesco Mancini  | 265          |  | 4.           | Umberto Del Core       | 52           |
| 5.           | Cristian Agnelli   | 250          |  | 5.           | Fabio Mazzeo           | 51           |

### Rekordní přestupy
| Nákup  | Nákup              | Nákup     | Nákup         | Nákup           |  | Prodej | Prodej           | Prodej    | Prodej      | Prodej          |
| Pořadí | Jméno              | sezona    | klub          | částka          |  | Pořadí | Jméno            | sezona    | klub        | částka          |
| 1.     | Igor Kolyvanov     | 1991/1992 | Dynamo Moskva | 2,170 mil. Euro |  | 1.     | Igor Šalimov     | 1992/1993 | Inter       | 6,750 mil. Euro |
| 2.     | Oliver Kragl       | 2018/2019 | Crotone       | 0,4 mil. Euro   |  | 2.     | Francesco Baiano | 1992/1993 | Fiorentina  | 5 mil. Euro     |
| 3.     | Francesco Nicastro | 2018/2019 | Pescara       | 0,4 mil. Euro   |  | 3.     | Giuseppe Signori | 1992/1993 | Lazio       | 4 mil. Euro     |
| 4.     | Andrea Marcucci    | 2018/2019 | Řím           | 0,350 mil. Euro |  | 2.     | Bryan Roy        | 1994/1995 | Notthingham | 2,5 mil. Euro   |
| 5.     | Alan Empereur      | 2016/2017 | Salernitana   | 0,3 mil. Euro   |  | 3.     | Andrea Seno      | 1994/1995 | Inter       | 0,9 mil. Euro   |

## Na velkých turnajích

### Účastníci Mistrovství světa
- José Antonio Chamot (MS 1994)
- Bryan Roy (MS 1990)

### Účastníci Mistrovství Evropy
- Igor Kolyvanov (ME 1992)
- Igor Šalimov (ME 1992)
- Igor Kolyvanov (ME 1996)

### Účastníci Olympijských her
- Salvatore Matrecano (OH 1992)

## Česká stopa

### Trenér
- Zdeněk Zeman (1986/87, 1989–1994, 2010/11, 2021–2022)